# HTC Evo 4G

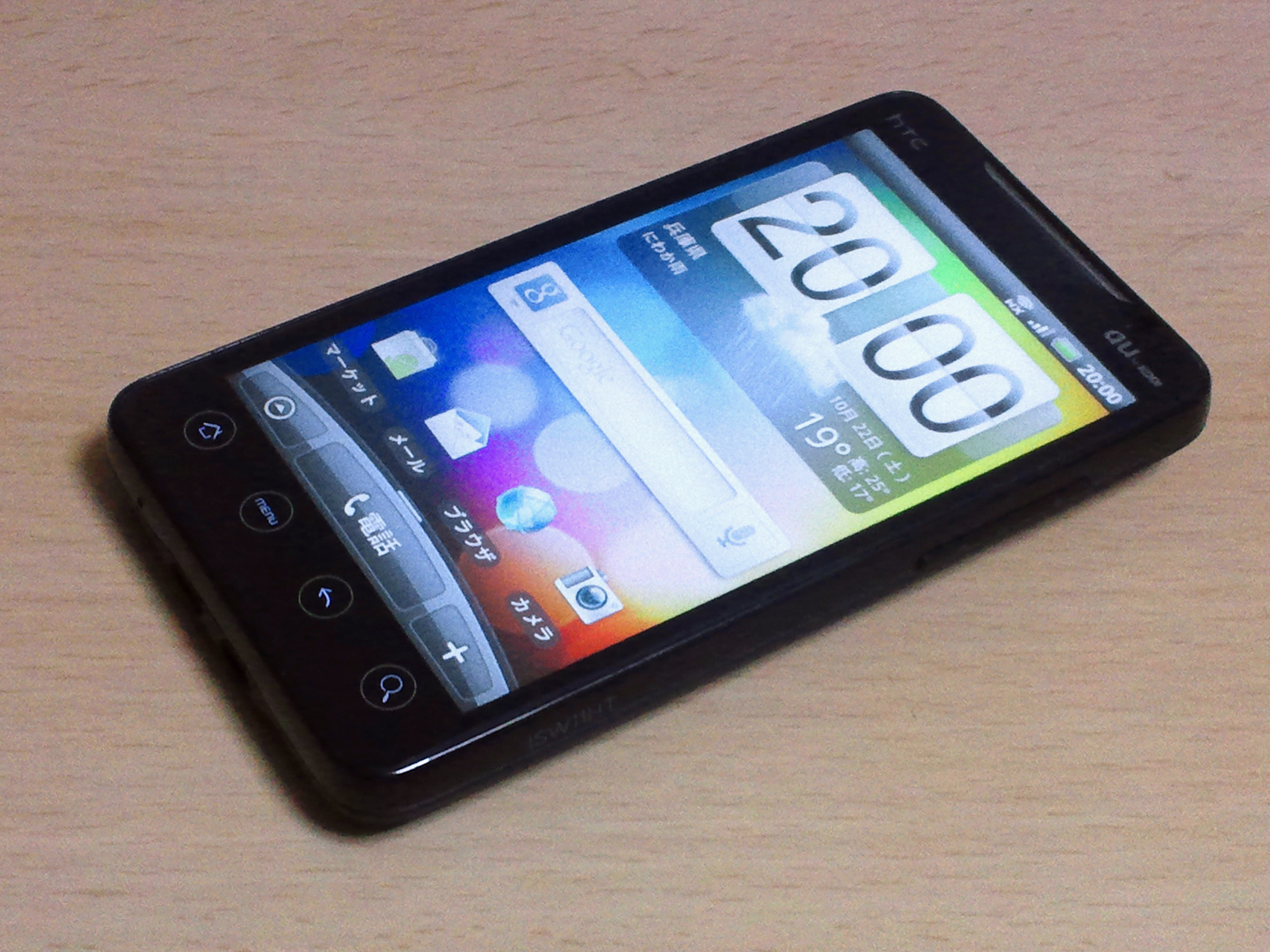
HTC Evo 4G

HTC Evo 4G（日本型號：ISW11HT）是臺灣宏達電於2010年7月4日於擁有4G網路國家推出的高階智慧型手機。該機在日本KDDI旗下之au於2010年夏季開始獨家販售，而在美國為Sprint獨家販售。

## 規格[1]
- 螢幕：4.3" Super LCD 800x480
- 處理器：Qualcomm Snapdragon S1 單核心 1.5Ghz
- 相機：800萬畫素+130萬畫素（配置LED閃光燈）
- 重量：170g
- 厚度：1.28cm
- 記憶體：512MB RAM / 1GB ROM
- 顔色：黑
- 日本版限定功能：1seg、電子錢包
- 産地： 中華民國（臺灣）
- 上市國： 日本、 美国